# Fitzroy Football Club
El Fitzroy Football Club fou un club professional de futbol australià australià de la ciutat de Melbourne que disputa l'Australian Football League.

## Història
El Fitzroy nasqué l'any 1883 a la ciutat de Melbourne, al suburbi del mateix nom. Fou membre fundador de la Victorian Football League (avui Australian Football League) el 1897. Fou un dels clubs destacats de la competició amb un total de vuit campionats entre 1898 i 1944. El club patí dificultats econòmiques als anys 80 i l'any 1996 es fusionà amb el Brisbane Bears, esdevenint Brisbane Lions.

## Palmarès
- Victorian Football Association: 1895
- Australian Football League: 1898, 1899, 1904, 1905, 1913, 1916, 1922, 1944

## Estadis
- 1884-1966 Brunswick Street Oval
- 1967-1969 Princes Park, Carlton
- 1970-1984 Junction Oval
- 1985-1986 Victoria Park, Melbourne
- 1987-1993 Princes Park, Carlton
- 1994-1996 Whitten Oval

## Antics àlies
- The Maroons 1883-1938
- The Gorillas 1938-1957
- The Lions 1957-1996